# 2018年ドイツグランプリ
2018年ドイツグランプリ (2018 German Grand Prix) は、2018年のF1世界選手権第11戦として、2018年7月22日にホッケンハイムリンクで開催された。
正式名称は「FORMULA 1 EMIRATES GROSSER PREIS VON DEUTSCHLAND 2018」。

## レース前
本レースでピレリが供給するドライタイヤのコンパウンドは、ミディアム、ソフト、1段階スキップしてウルトラソフトの3種類。
オーバーテイク機会を増やすため、3つ目のDRSゾーンをメインストレートに追加した。
メルセデスは、ルイス・ハミルトンとの契約を2020年まで延長。バルテリ・ボッタスも2019年までの契約延長(2020年のオプション付き)で合意した。
ダニエル・リカルドはフリー走行を前にパワーユニットを交換、年間最大基数を超え20グリッド降格となったため、規定により最後尾グリッドが決まった。

## エントリーリスト
ザウバーはテスト兼リザーブドライバーのアントニオ・ジョヴィナッツィを今シーズン初めてフリー走行1回目(FP1)に走らせる。

## 予選
2018年7月21日 15:00 CEST(UTC+2)
セバスチャン・ベッテルが母国グランプリでコースレコードを出してポールポジションを獲得した。ルイス・ハミルトンはQ1で5番手タイムを記録したもののマシントラブルが発生してQ2は走行できず、14番手に終わった。

### 結果
| Pos.                | No. | ドライバー                 | コンストラクター                | Q1       | Q2       | Q3       | Grid |
| ------------------- | --- | -------------------------- | ------------------------------- | -------- | -------- | -------- | ---- |
| 1                   | 5   | セバスチャン・ベッテル     | フェラーリ                      | 1:12.538 | 1:12.505 | 1:11.212 | 1    |
| 2                   | 77  | バルテリ・ボッタス         | メルセデス                      | 1:12.962 | 1:12.152 | 1:11.416 | 2    |
| 3                   | 7   | キミ・ライコネン           | フェラーリ                      | 1:12.505 | 1:12.336 | 1:11.547 | 3    |
| 4                   | 33  | マックス・フェルスタッペン | レッドブル-タグ・ホイヤー       | 1:13.127 | 1:12.188 | 1:11.822 | 4    |
| 5                   | 20  | ケビン・マグヌッセン       | ハース-フェラーリ               | 1:13.105 | 1:12.523 | 1:12.200 | 5    |
| 6                   | 8   | ロマン・グロージャン       | ハース-フェラーリ               | 1:12.986 | 1:12.722 | 1:12.544 | 6    |
| 7                   | 27  | ニコ・ヒュルケンベルグ     | ルノー                          | 1:13.479 | 1:12.946 | 1:12.560 | 7    |
| 8                   | 55  | カルロス・サインツ         | ルノー                          | 1:13.324 | 1:13.032 | 1:12.692 | 8    |
| 9                   | 16  | シャルル・ルクレール       | ザウバー-フェラーリ             | 1:13.077 | 1:12.995 | 1:12.717 | 9    |
| 10                  | 11  | セルジオ・ペレス           | フォース・インディア-メルセデス | 1:13.427 | 1:13.072 | 1:12.774 | 10   |
| 11                  | 14  | フェルナンド・アロンソ     | マクラーレン-ルノー             | 1:13.614 | 1:13.657 |          | 11   |
| 12                  | 35  | セルゲイ・シロトキン       | ウィリアムズ-メルセデス         | 1:13.708 | 1:13.702 |          | 12   |
| 13                  | 9   | マーカス・エリクソン       | ザウバー-フェラーリ             | 1:13.562 | 1:13.736 |          | 13   |
| 14                  | 44  | ルイス・ハミルトン         | メルセデス                      | 1:13.012 | No Time  |          | 14   |
| 15                  | 3   | ダニエル・リカルド         | レッドブル-タグ・ホイヤー       | 1:13.318 | No Time  |          | 19 1 |
| 16                  | 31  | エステバン・オコン         | フォース・インディア-メルセデス | 1:13.720 |          |          | 15   |
| 17                  | 10  | ピエール・ガスリー         | トロ・ロッソ-ホンダ             | 1:13.749 |          |          | 20 2 |
| 18                  | 28  | ブレンドン・ハートレイ     | トロ・ロッソ-ホンダ             | 1:14.045 |          |          | 16   |
| 19                  | 18  | ランス・ストロール         | ウィリアムズ-メルセデス         | 1:14.206 |          |          | 17   |
| 20                  | 2   | ストフェル・バンドーン     | マクラーレン-ルノー             | 1:14.401 |          |          | 18   |
| 107% time: 1:17.580 |     |                            |                                 |          |          |          |      |
| ソース:             |     |                            |                                 |          |          |          |      |

追記
- ^1 - リカルドはFP1で規定を超えるパワーユニット交換(3基目のMGU-K、バッテリー(ES)、電子制御装置(CE))を行い、降格グリッド数が15を超えたため決勝は最後尾グリッドからスタートする[12][6]。なお、後述のガスリーのペナルティにより19番グリッドに繰り上がっている[11]
- ^2 - ガスリーは予選後に規定を超えるパワーユニット交換(5基目のエンジン(ICE)、ターボチャージャー(TC)、MGU-H、4基目のMGU-K、3基目のES、CE)を行い、降格グリッド数が15を超えたため決勝は最後尾グリッドからスタートする[13][14]

## 決勝
2018年7月22日 15:10 CEST(UTC+2)

### 展開
決勝日は朝から雲に覆われ、降水確率は60％と高く、降雨の可能性がある中レースは行われた。ピエール・ガスリーはパワーユニットを交換したため最後尾に下がり、ダニエル・リカルドが19番グリッドに繰り上がった。
ポールポジションのセバスチャン・ベッテルは順調に首位を走行していたが、レース後半から降り出した雨に足をすくわれコースオフ、タイヤバリアに追突しリタイアを喫した。ルイス・ハミルトンは予選14番手から追い上げて逆転優勝を果たし、2戦連続でドライバー・オフ・ザ・デイに選出された。メルセデスは1938年以来80年ぶりでF1では初となる母国グランプリでのワン・ツー・フィニッシュを飾った。これにより、チャンピオン争いはハミルトンおよびメルセデスが首位に返り咲いた。
レース後、ハミルトンがレース中にピットレーンの白線を跨いだ行為が審議された。2016年ヨーロッパグランプリにてライコネンが同様の行為をしてしまい、5秒加算ペナルティとペナルティポイント2点が科された例があったため、これに基づけばハミルトンに対しタイムペナルティが加算され、順位の変動が発生すると思われた。しかし、審議の結果はセーフティカー走行中であることなどの不可抗力を踏まえ戒告ポイントのみにとどまり、チームへの罰金などもないため、事実上の不問となり、ハミルトンの優勝が確定した。ハミルトンについては今シーズン終了までにあと2回戒告処分を科せられた場合、10グリッド降格処分が科せられる。3位にはフェラーリのライコネンが収まった。だが、セーフティカー走行中で危険性が少なかったとはいえ、ルール違反をしたのは事実であり、当時のライコネンと状況が同一ではないとはいえ、順位変動のない処分なことから、ペナルティの一貫性がないため、ファンから疑問を呈することとなった。実際、これに対する公式見解の動画がFIAから出され、ハミルトンがこの行為によって利益を得たわけではなかったため、慎重に判断したという弁解をしたものの、疑惑の判定的なものとして少なからず批判されることとなった。
このセーフティカー走行中にカルロス・サインツJr.がマーカス・エリクソンを追い越したため10秒加算ペナルティが科されて10位から12位に降格したことで、ブレンドン・ハートレイが10位入賞を果たしている。ちなみにハートレイにとってはデビュー以来2度目の入賞となる。

### 結果
| Pos.    | No. | ドライバー                 | コンストラクター                | 周回数 | タイム/リタイア原因 | Grid | Pts. |
| ------- | --- | -------------------------- | ------------------------------- | ------ | ------------------- | ---- | ---- |
| 1       | 44  | ルイス・ハミルトン 1       | メルセデス                      | 67     | 1:32:29.845         | 14   | 25   |
| 2       | 77  | バルテリ・ボッタス         | メルセデス                      | 67     | +4.535              | 2    | 18   |
| 3       | 7   | キミ・ライコネン           | フェラーリ                      | 67     | +6.732              | 3    | 15   |
| 4       | 33  | マックス・フェルスタッペン | レッドブル-タグ・ホイヤー       | 67     | +7.654              | 4    | 12   |
| 5       | 27  | ニコ・ヒュルケンベルグ     | ルノー                          | 67     | +26.609             | 7    | 10   |
| 6       | 8   | ロマン・グロージャン       | ハース-フェラーリ               | 67     | +28.871             | 6    | 8    |
| 7       | 11  | セルジオ・ペレス           | フォース・インディア-メルセデス | 67     | +30.556             | 10   | 6    |
| 8       | 31  | エステバン・オコン         | フォース・インディア-メルセデス | 67     | +31.750             | 15   | 4    |
| 9       | 9   | マーカス・エリクソン       | ザウバー-フェラーリ             | 67     | +32.362             | 13   | 2    |
| 10      | 28  | ブレンドン・ハートレイ     | トロ・ロッソ-ホンダ             | 67     | +34.197             | 16   | 1    |
| 11      | 20  | ケビン・マグヌッセン       | ハース-フェラーリ               | 67     | +34.919             | 5    |      |
| 12      | 55  | カルロス・サインツ         | ルノー                          | 67     | +43.069 2           | 8    |      |
| 13      | 2   | ストフェル・バンドーン     | マクラーレン-ルノー             | 67     | +46.617             | 18   |      |
| 14      | 10  | ピエール・ガスリー         | トロ・ロッソ-ホンダ             | 66     | +1 Lap              | 20   |      |
| 15      | 16  | シャルル・ルクレール       | ザウバー-フェラーリ             | 66     | +1 Lap              | 9    |      |
| 16†     | 14  | フェルナンド・アロンソ     | マクラーレン-ルノー             | 65     | ギアボックス        | 11   |      |
| Ret     | 18  | ランス・ストロール         | ウィリアムズ-メルセデス         | 53     | パワーユニット      | 17   |      |
| Ret     | 5   | セバスチャン・ベッテル     | フェラーリ                      | 51     | アクシデント        | 1    |      |
| Ret     | 35  | セルゲイ・シロトキン       | ウィリアムズ-メルセデス         | 51     | パワーユニット      | 12   |      |
| Ret     | 3   | ダニエル・リカルド         | レッドブル-タグ・ホイヤー       | 27     | パワーユニット      | 19   |      |
| ソース: |     |                            |                                 |        |                     |      |      |

ファステストラップ
- ルイス・ハミルトン - 1:15.545 (66周目)

ラップリーダー
- 1-25=セバスチャン・ベッテル、26-28=バルテリ・ボッタス、29-38=キミ・ライコネン、39-51=ベッテル、52=ボッタス、53-67=ルイス・ハミルトン

追記
- †印はリタイアだが、90%以上の距離を走行したため規定により完走扱い
- ^1 - ハミルトンはコースとピットエントリーを分ける白線を横切った件でレース後審議にかけられたが、セーフティカー走行中であったことも考慮され、戒告処分(1回目)のみとなった[22][16]
- ^2 - サインツはセーフティカー走行中にエリクソンをオーバーテイクしたため、10秒のタイムペナルティとペナルティポイント2点が加算された(合計2点)。タイムペナルティをピットインで消化せずレースタイムに10秒加算されたことにより、10位から12位に降格した[23]

## 第11戦終了時点のランキング
|   | 順位 | ドライバー             | ポイント |
| - | ---- | ---------------------- | -------- |
| 1 | 1    | ルイス・ハミルトン     | 188      |
| 1 | 2    | セバスチャン・ベッテル | 171      |
|   | 3    | キミ・ライコネン       | 131      |
| 1 | 4    | バルテリ・ボッタス     | 122      |
| 1 | 5    | ダニエル・リカルド     | 106      |

|   | 順位 | コンストラクター                | ポイント |
| - | ---- | ------------------------------- | -------- |
| 1 | 1    | メルセデス                      | 310      |
| 1 | 2    | フェラーリ                      | 302      |
|   | 3    | レッドブル-タグ・ホイヤー       | 211      |
|   | 4    | ルノー                          | 80       |
| 1 | 5    | フォース・インディア-メルセデス | 59       |

- 注：ドライバー、コンストラクター共にトップ5のみ表示。